# Goryczka krzyżowa
Goryczka krzyżowa (Gentiana cruciata L.) – gatunek rośliny wieloletniej należący do rodziny goryczkowatych. Występuje w Europie i zachodniej Azji. W Polsce gatunek rozmieszczony nierównomiernie, lokalnie częstszy.

## Rozmieszczenie geograficzne
Gatunek rozprzestrzeniony jest w południowej i środkowej Europie od Półwyspu Iberyjskiego po Rosję i Kaukaz oraz dalej w Azji rośnie w zachodniej Syberii i w Kazachstanie. Brak go w północnej części kontynentu (na Wyspach Brytyjskich i Półwyspie Skandynawskim) oraz na wyspach na Morzu Śródziemnym.
W Polsce ma liczne stanowiska w górach i na wyżynach, dalej na północy jest rzadki lub niemal brak go w niektórych regionach (Ziemia lubuska, Mazowsze), liczniejsze stanowiska ma w dolinie dolnej Wisły i Odry oraz na przyległych do nich obszarach pojezierzy. 

## Morfologia
PokrójBylina naga. Tworzy gęste kępy, w których oprócz kwitnących pędów występują pędy płonne lub posiadające tylko pączki przyszłorocznych kwiatów.
ŁodygaPod ziemią w postaci grubego kłącza. Łodygi nadziemne również grube, prosto wzniesione lub podnoszące się, zwykle nierozgałęzione, osiągające zazwyczaj od 10 do 40 cm, czasem do 60 cm wysokości. Międzywęźla krótkie (krótsze od liści).
LiścieUlistnienie gęste, naprzemianległe (liście wyrastają w czterech prostnicach). Nasadami liście są zrośnięte w pochwę otaczającą łodygę. Wraz z wysokością liście są coraz większe. Dolne są zaokrąglone do eliptycznych, o tępym wierzchołku, wyższe są jajowato lancetowate, najwyższe lancetowate, z wyciągniętym wierzchołkiem, tępym lub zaostrzonym. Blaszki osiągają do 10 cm długości i 2 cm szerokości. Mają trzy, rzadziej pięć wiązek przewodzących.
KwiatyRozwijają się skupione główkowato na szczycie pędów oraz 1–3 w kątach górnych liści. Kwiaty są siedzące i 4-krotne. Kielich jest rurkowato dzwonkowaty, o długości do 8 mm, zwieńczony szeroko trójkątnymi i na szczycie wyciętymi ząbkami o długości do 2 mm. Korona kwiatu jest rurkowato dzwonkowata, czworoboczna na przekroju. Osiąga do 30 mm długości, na szczycie zwieńczona jest trójkątnymi i rozchylonymi łatkami o długości do 5 mm. Między łatkami znajdują się drobne ząbki (pojedyncze lub po kilka). Korona ma barwę niebieską od wewnątrz i białawoniebieską od zewnątrz. Pręciki mają nitki oskrzydlone i do połowy ich długości zrośnięte z rurką korony. Pylniki osiągają 2–2,5 mm długości. Słupek jest wrzecionowaty i nie ma szyjki – na szczycie zalążni znajdują się dwa znamiona o długości do 3 mm z końcami wywiniętymi na zewnątrz.
OwoceWrzecionowate torebki osiągające do 2 cm długości. Zawierają liczne, podługowate nasiona o długości do 1,3 mm, barwy brązowej, prążkowane, bez skrzydełek.

## Biologia i ekologia

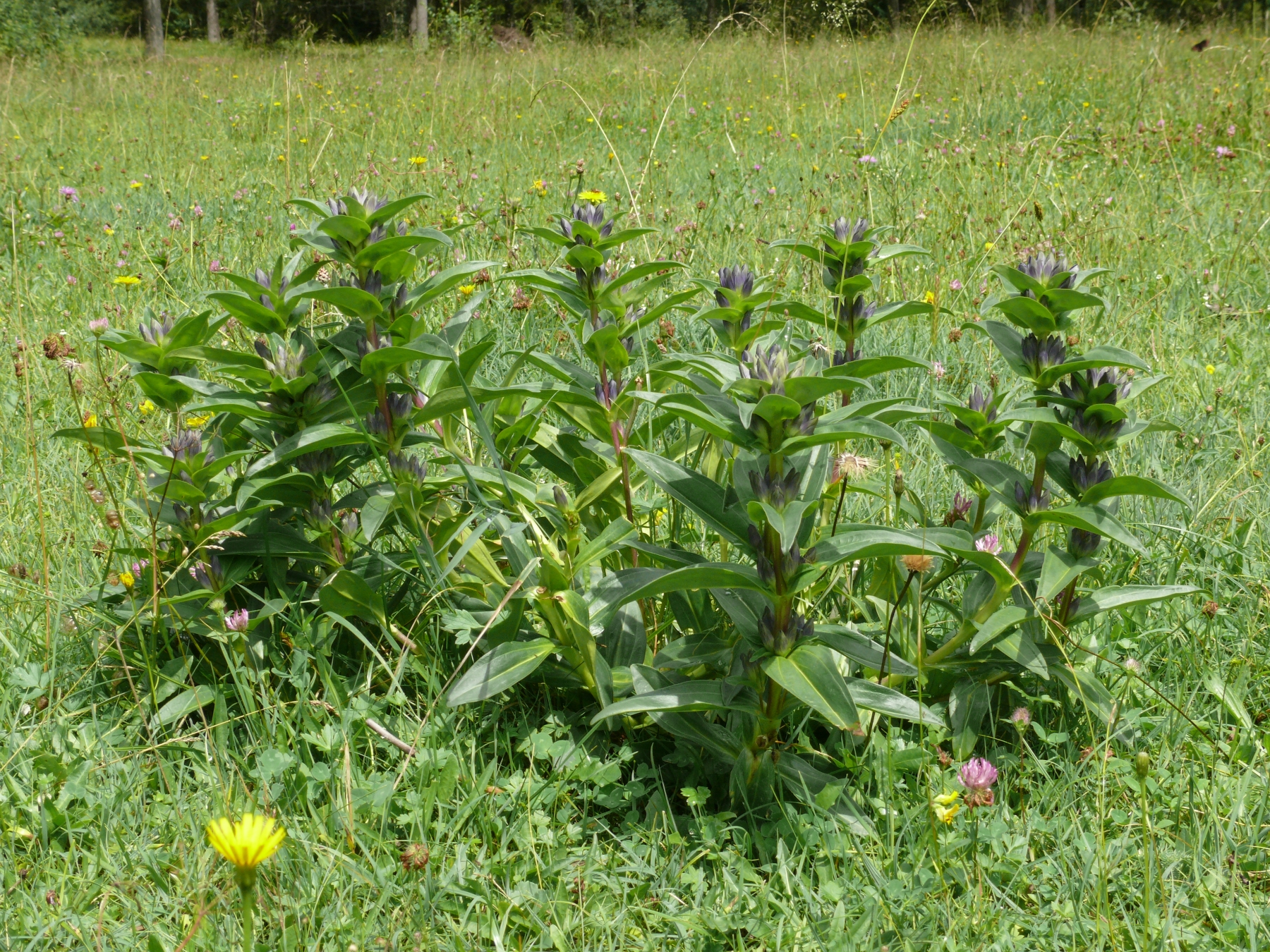
Pokrój

Bylina, hemikryptofit. Kwitnie od czerwca do sierpnia. Siedlisko: suche wzgórza, zarośla. W górach rośnie po regiel dolny. Najwyżej położone jej stanowisko podawano z rezerwatu Przyrody Wysokie Skałki w Pieninach (950 m n.p.m.) W klasyfikacji zbiorowisk roślinnych gatunek charakterystyczny dla Cl. Festuco-Brometea, Ass. Adonido-Brachypodietum. Najlepiej rośnie w miejscach nasłonecznionych, w miarę zarastania stanowiska przez krzewy i drzewa stan populacji się pogarsza – spada liczebność, zagęszczenie pędów i intensywność kwitnienia.
Liczba chromosomów = 2n = 52.

### Interakcje międzygatunkowe
Jest rośliną żywicielską rzadkiego motyla modraszka Rebela.

## Zagrożenia i ochrona
Gatunek objęty ścisłą ochroną. Umieszczony na polskiej czerwonej liście w kategorii VU (narażony).
Źródłem zagrożenia jest zaorywanie muraw, w których występuje, ich zarastanie drzewami w wyniku sukcesji ekologicznej oraz zalesiania, a także zrywanie rośliny w celach leczniczych. Dla zachowania wymaga ochrony czynnej muraw.